# Maestro della Croce 434

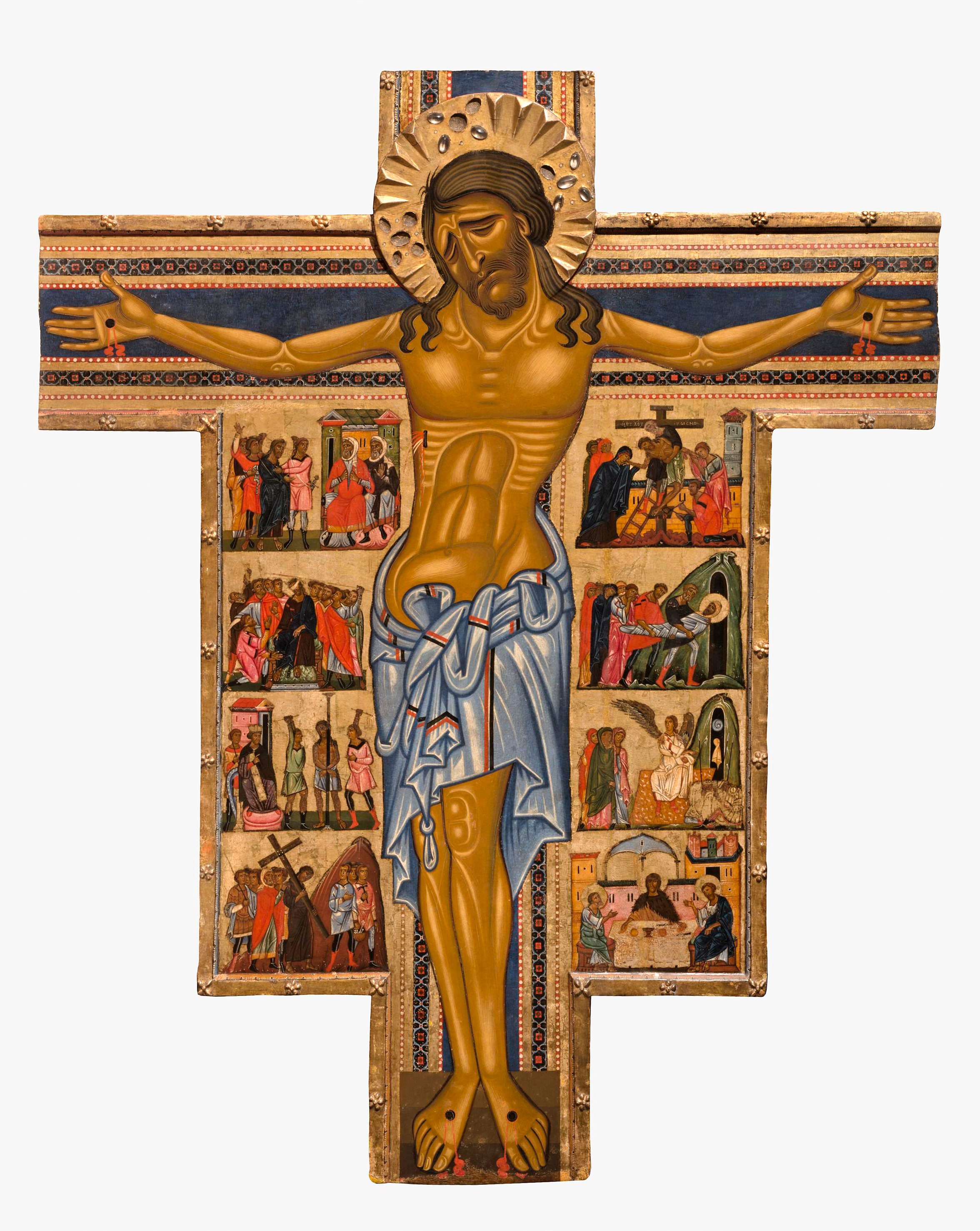
Il Crocifisso n. 434 degli Uffizi

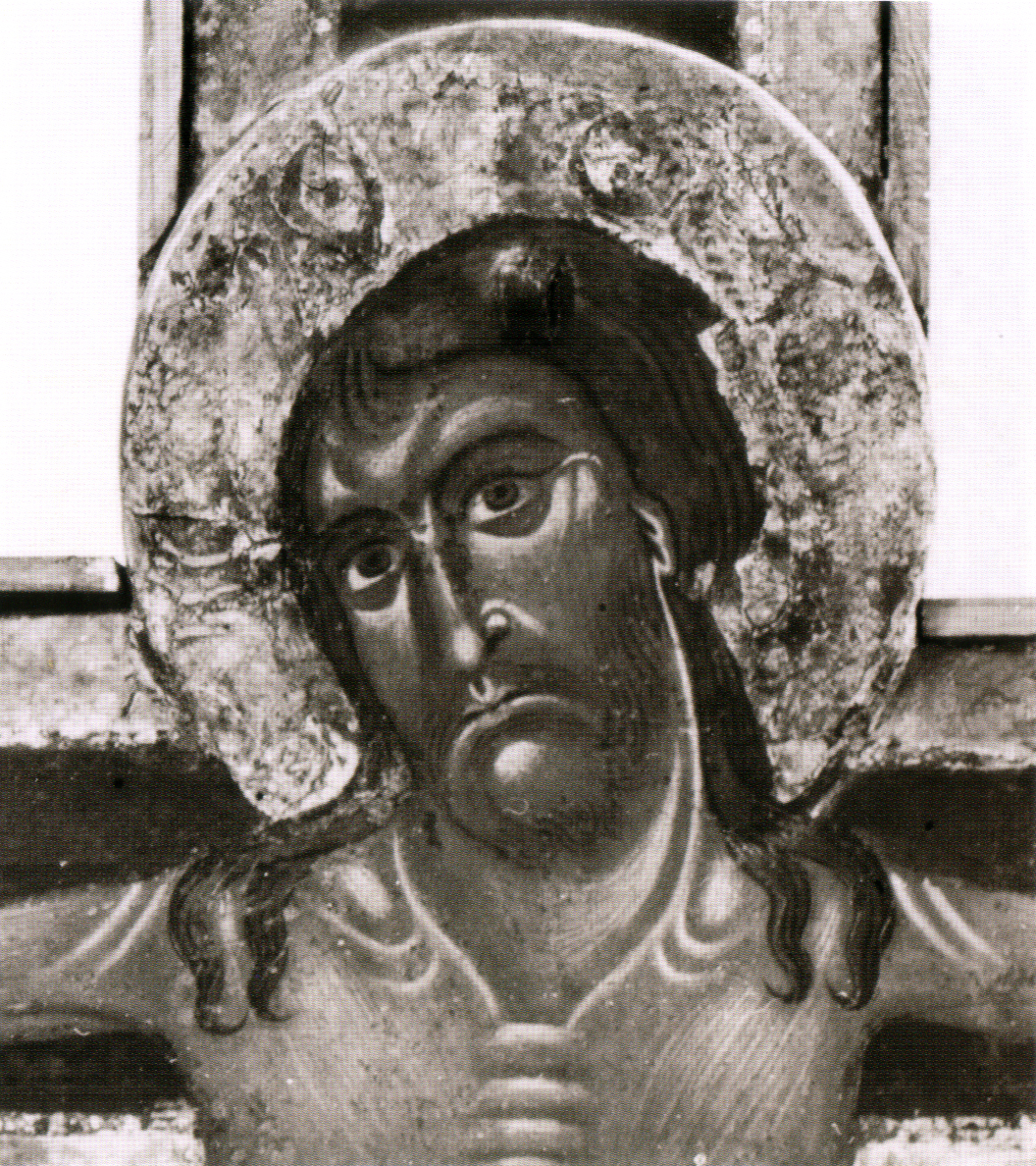
Dettaglio del Crocifisso Bandini

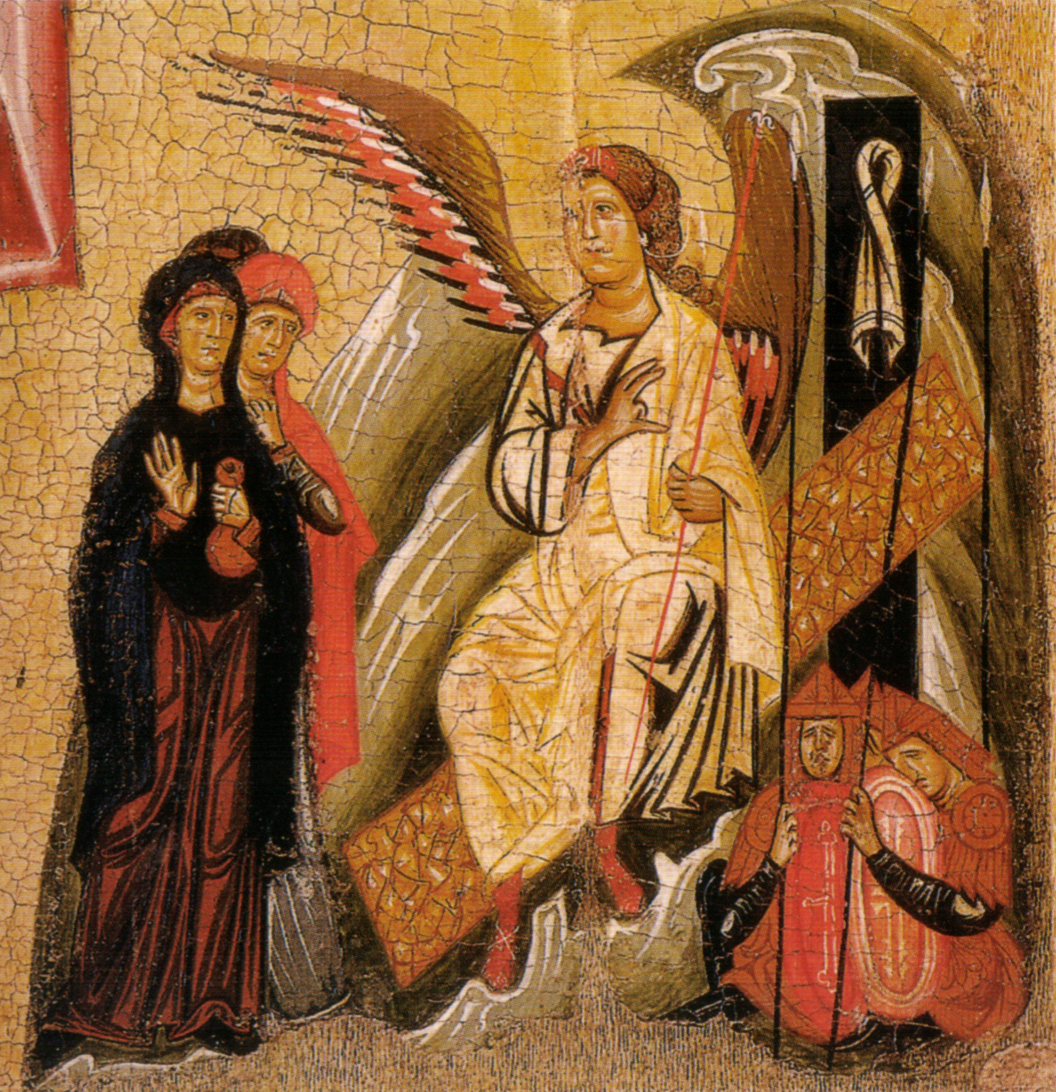
Pie donne al sepolcro, dalla Croce di Tereglio

Maestro della Croce 434 (attivo dal 1230 circa – metà del XIII secolo) è stato un pittore italiano.

## Personalità artistica
Il Maestro del Crocifisso n. 434 degli Uffizi fu una delle principali personalità artistiche nella scena fiorentina del XIII secolo, prima di Coppo di Marcovaldo e Cimabue. La definizione del suo stile e delle opere a lui assegnabili è stata oggetto di lunghe controversie, accavallandosi talvolta, da studioso a studioso, con altri pittori dell'epoca, quali il Maestro del San Francesco Bardi e Coppo stesso, del quale Luciano Bellosi pensò che il Maestro della Croce 434 fosse stato una fase del suo sviluppo artistico. 
Il Maestro della Croce 434 si formò in ambito lucchese o comunque fu profondamente influenzato dalla bottega di Berlinghiero Berlinghieri, tanto da ipotizzare che ne fosse uno dei figli, magari quel Marco di cui non si conoscono opere. Egli traghettò in area fiorentina i modi lucchesi, caratterizzati da una narrazione accorata e da forti contrasti nella stesura di luce ed ombre che sbalzano le masse plastiche, spianando la strada agli sviluppi successivi della pittura. L'uso di lumeggiature e di ombreggiature accentuate, unite a una spessa linea di contorno scuro, creano forme stilizzate ma plausibili, con punte di virtuosismo in alcuni dettagli, come i complessi nodi e le pieghettature del panneggio. L'espressività risulta quindi forte e la plasticità accentuata da lumeggiature "filanti", che hanno anche una valenza lineare disegnativa.

## Opere
- Madonna col Bambino, 1230 circa, Rosano (Firenze), monastero di Santa Maria
- Madonna col Bambino, 1230 circa, ubicazione sconosciuta
- Crocifisso con pentimento di Pietro, 1230-1240 circa, Fiesole, Museo Bandini
- Crocifisso di Tereglio, 1240 circa, Tereglio (Lucca), chiesa di Santa Maria Assunta
- Crocifisso n. 434, 1240-1245 circa, Firenze, Galleria degli Uffizi
- Crocifisso, 1240-1245 circa, Firenze, chiesa delle Montalve (con ridipinture del XVI secolo) da San Jacopo di Ripoli a Firenze
- San Francesco che riceve le stimmate, 1240-1250 circa, Firenze, Galleria degli Uffizi
- San Francesco e otto storie della sua vita, 1255 circa, Pistoia, Museo civico (con il Maestro di Santa Maria Primerana) dalla chiesa di Santa Maria Maddalena al Prato a Pistoia (attribuzione incerta)
- Madonna col Bambino in trono e diciassette storie della vita della Vergine, 1255-1260 circa, Mosca, Museo Pushkin

## Altre immagini

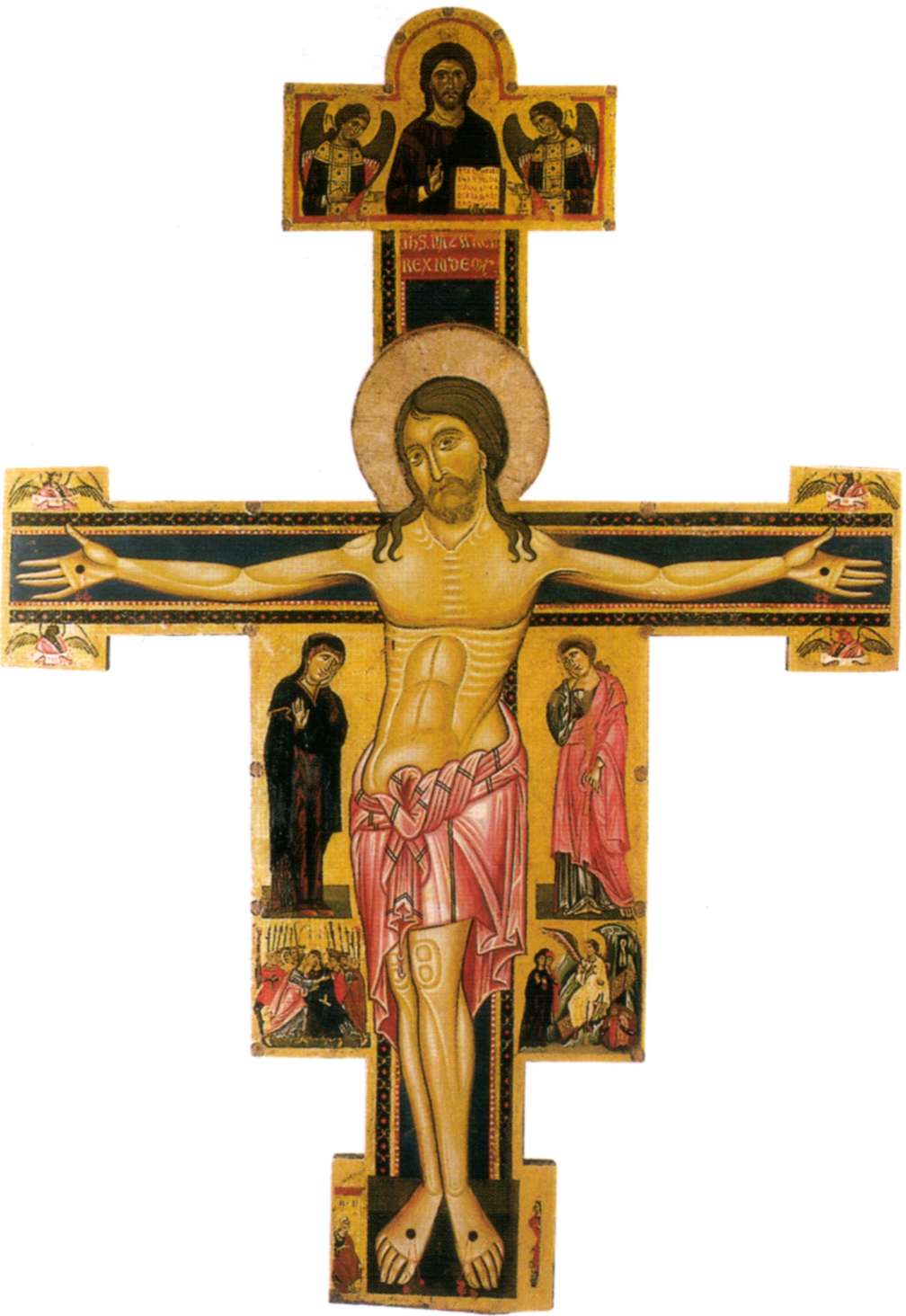
Crocifisso di Tereglio
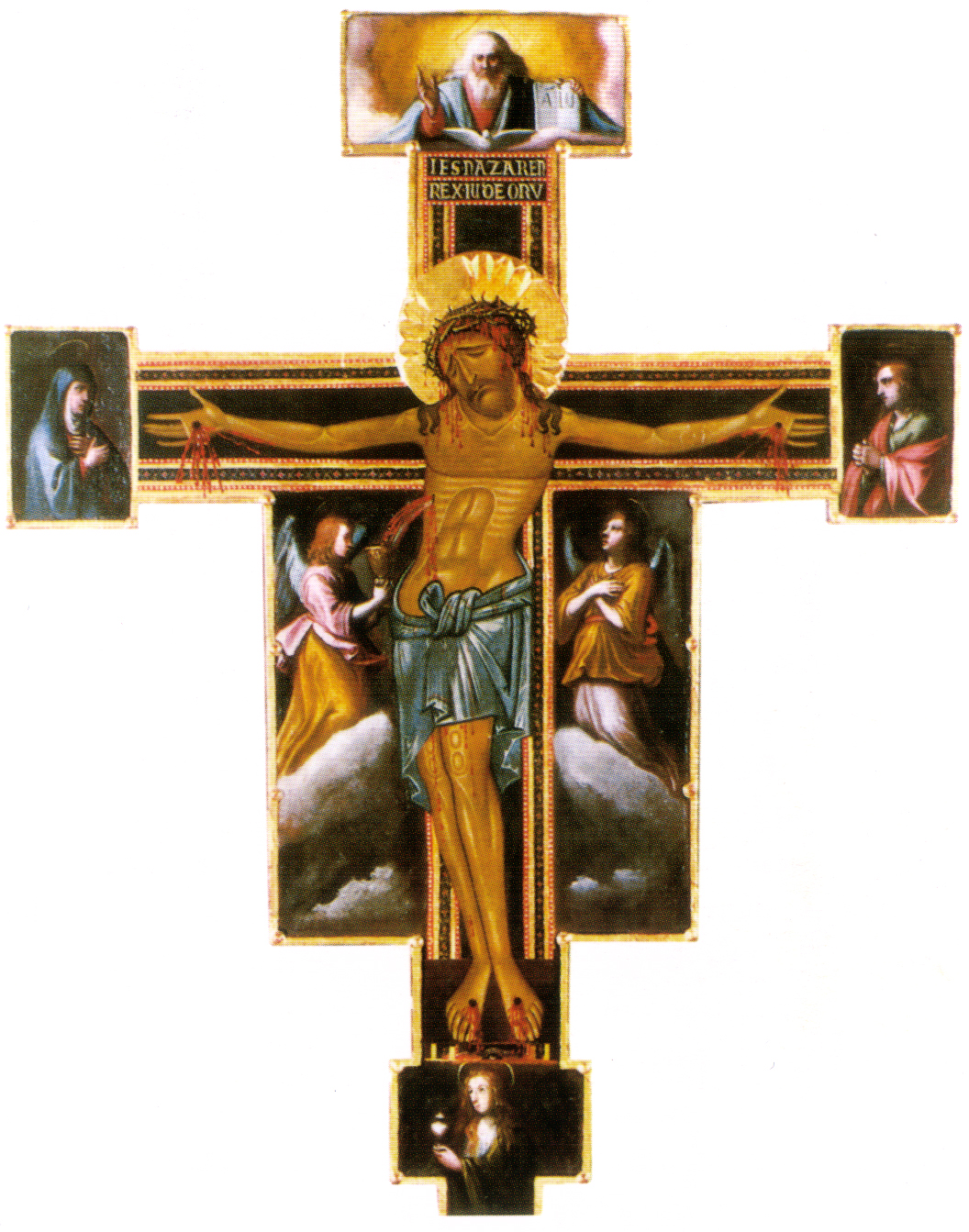
Crocifisso delle Montalve
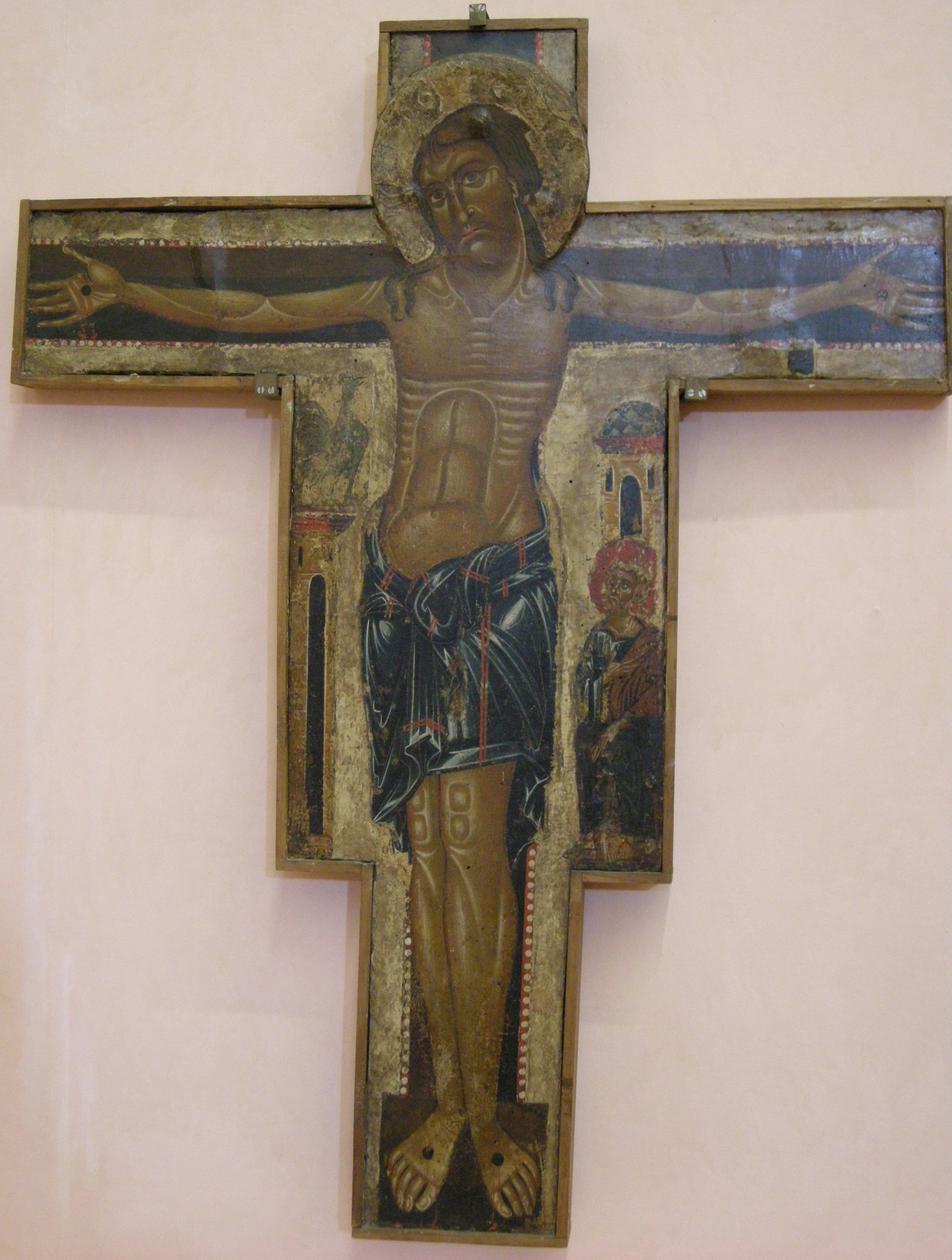
Crocifisso Bandini
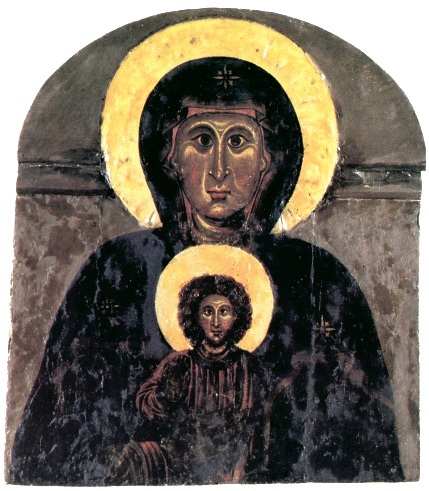
Madonna di Rosano
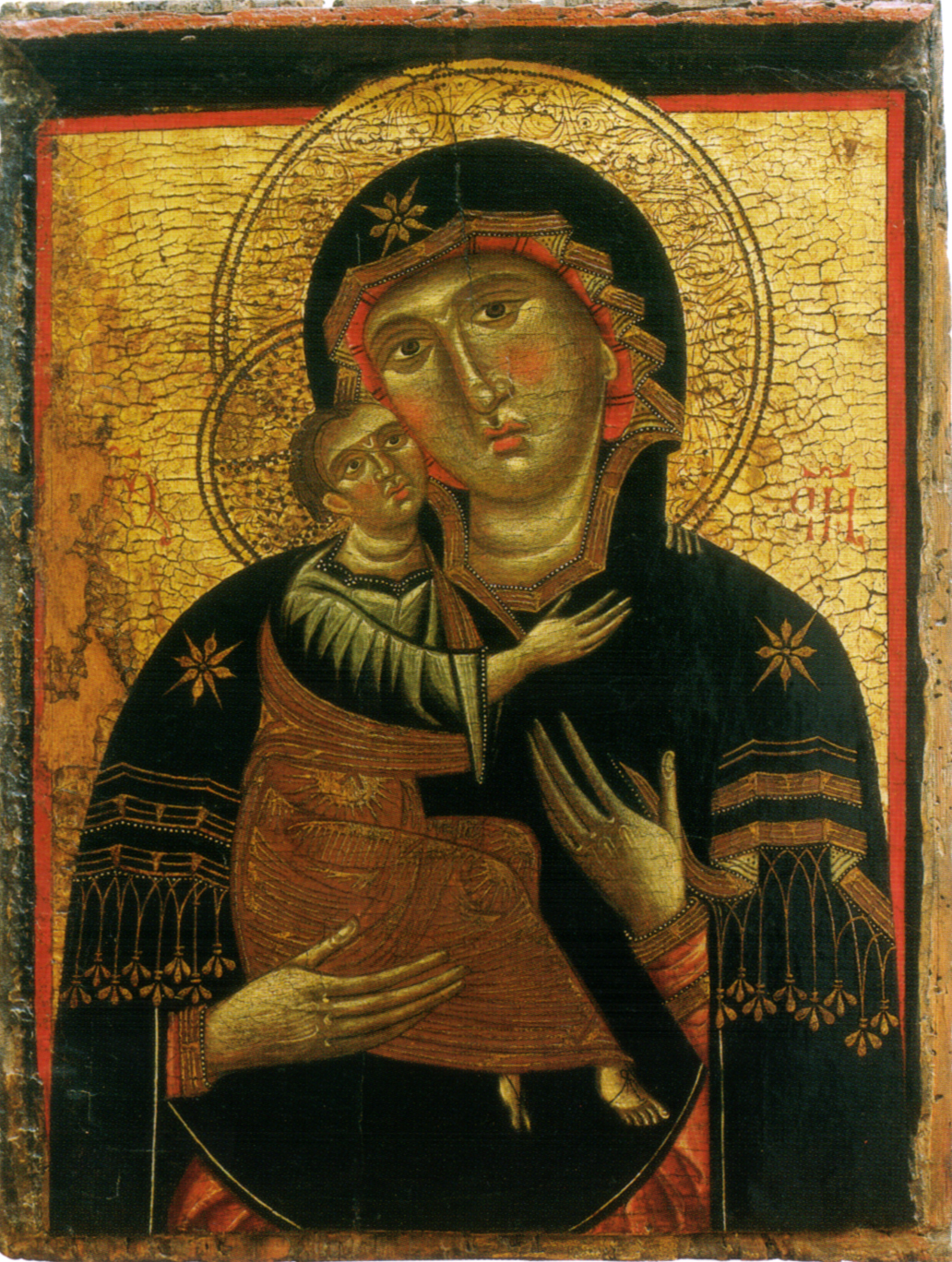
Madonna di ubicazione ignota
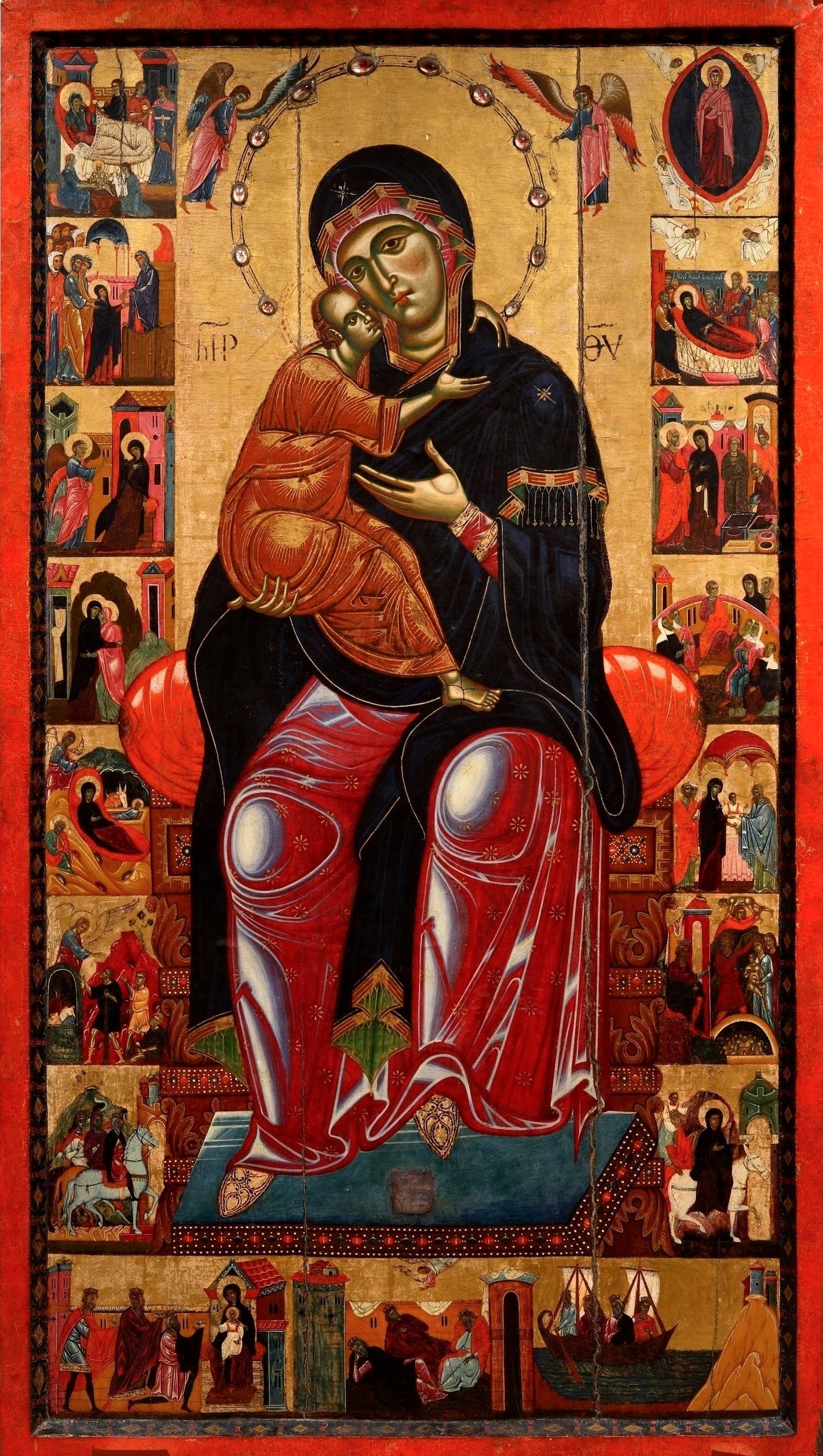
Madonna con Bambino in trono e diciassette storie della sua vita
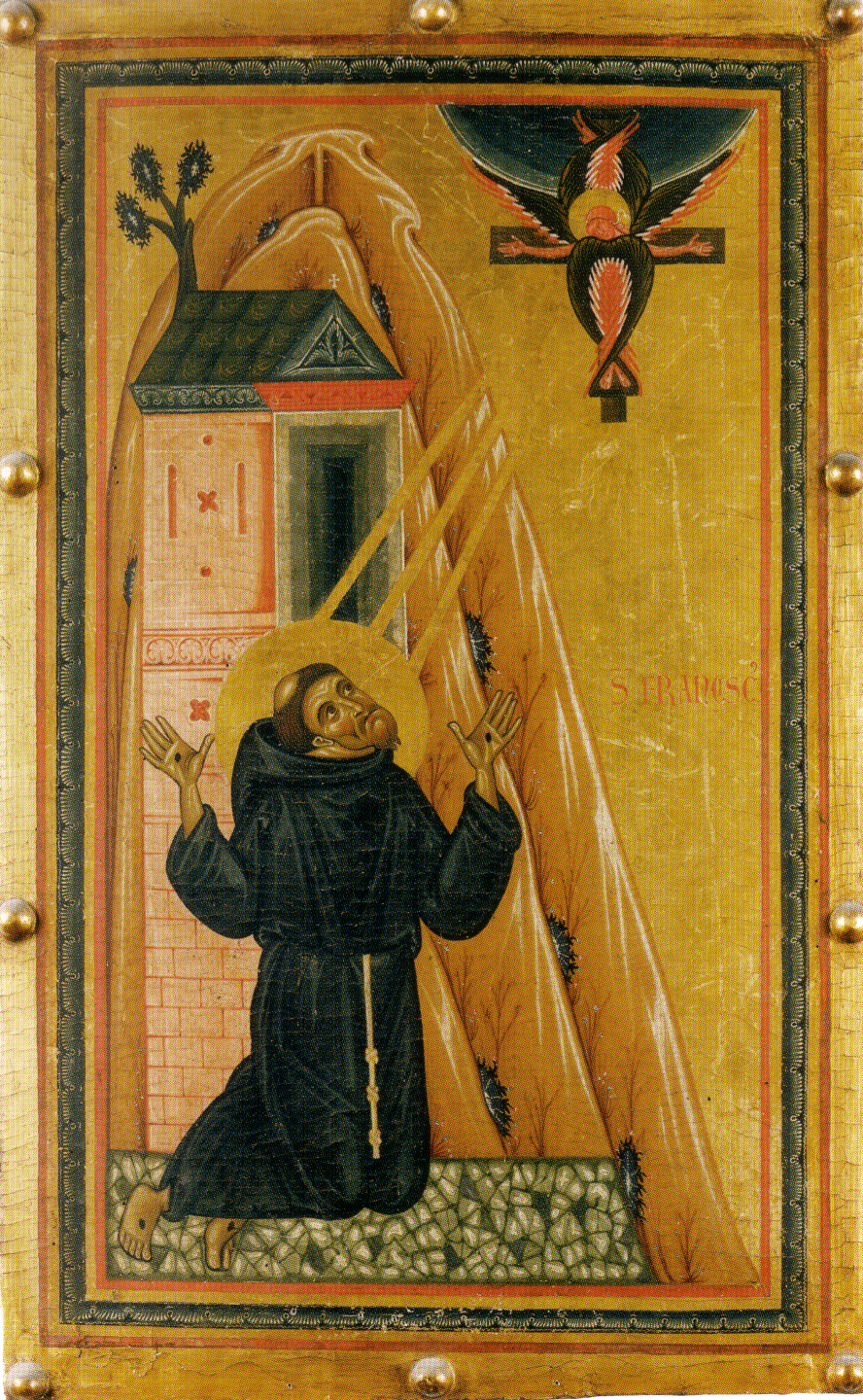
San Francesco riceve le stimmate
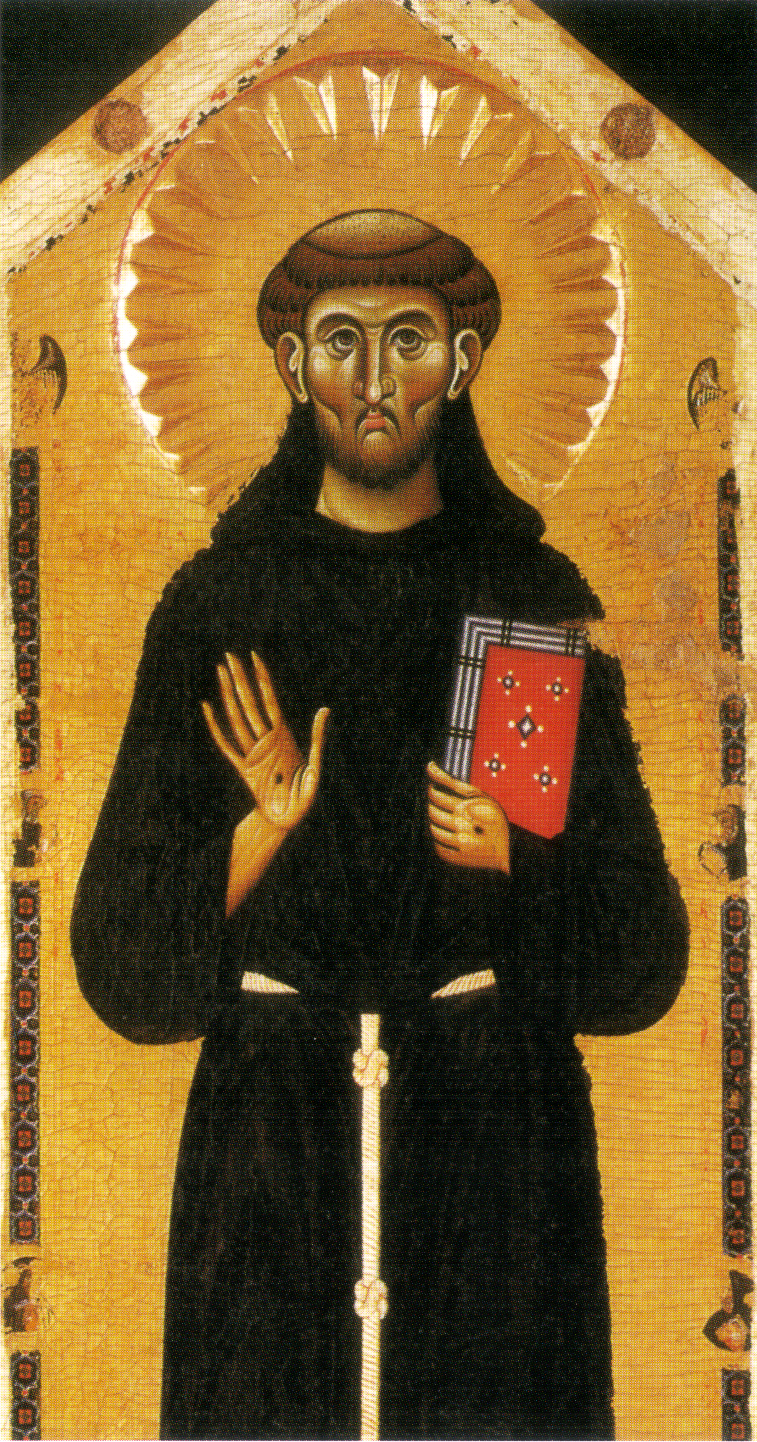
San Francesco e storie della sua vita (att. incerta)